# SARA (コンピュータ)
SARA（SAABs räkneautomat、SAABの計算機）は、BESKがその要求に対して能力不足になった頃にサーブ社で開発されたコンピュータである。
SARAのプロジェクトは1955年の秋に始まり、1956年には稼動するようになった。SARAはサーブ社が象徴的な価格で購入したBESKの設計図を利用して、BESKの開発に携わったが政府の計算機委員会（Matematikmaskinnämnden）が第2世代の計算機を開発しないことを決定したときにそこを離れた人々の力を借りて製造された。SARAはそれ程長くは使用されなかったがデータサーブ社の端緒となり、CK37（軍事用航法コンピュータ）とデータサーブ D2の開発に繋がった。